# Gebenstorf
Gebenstorf es una comuna suiza del cantón de Argovia, situada en el distrito de Baden. Limita al norte con la comuna de Untersiggenthal, al noreste con Turgi, al este con Baden, al sur con Birmenstorf, al oeste con Windisch, y al oeste con Brugg.

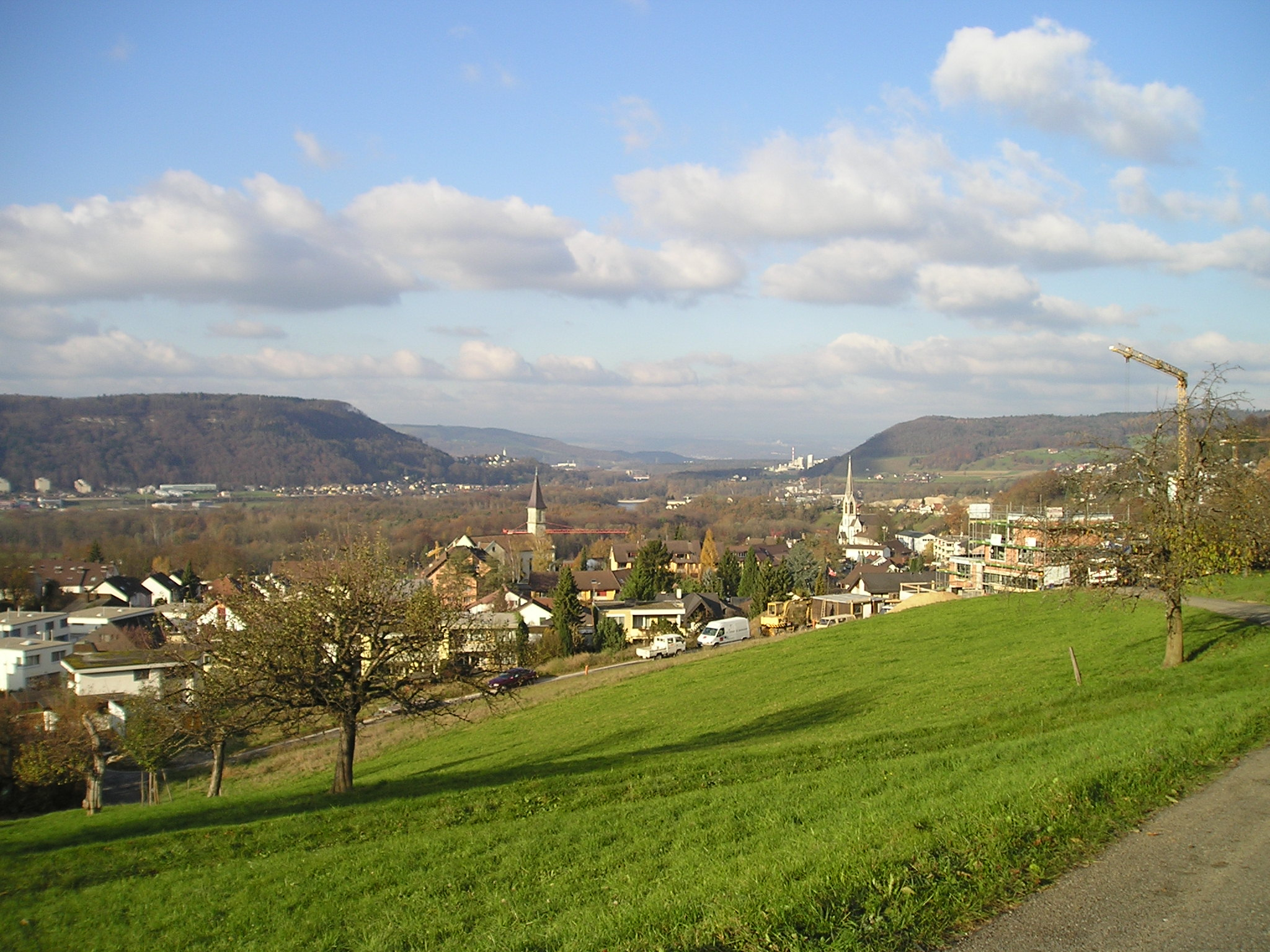
Vista de Gebenstorf.